# Hygrophila ringens
Hygrophila ringens är en art bland akantusväxterna som först beskrevs av Carl von Linné, och fick sitt nu gällande namn av Robert Brown och Ernst Gottlieb von Steudel. Hygrophila ringens är typart i släktet Hygrophila, men då beskriven som Hygrophila angustifolia – ett namn som numera endast har status som  synonym. Arten har en underart: H. r. longihirsuta.

## Bildgalleri

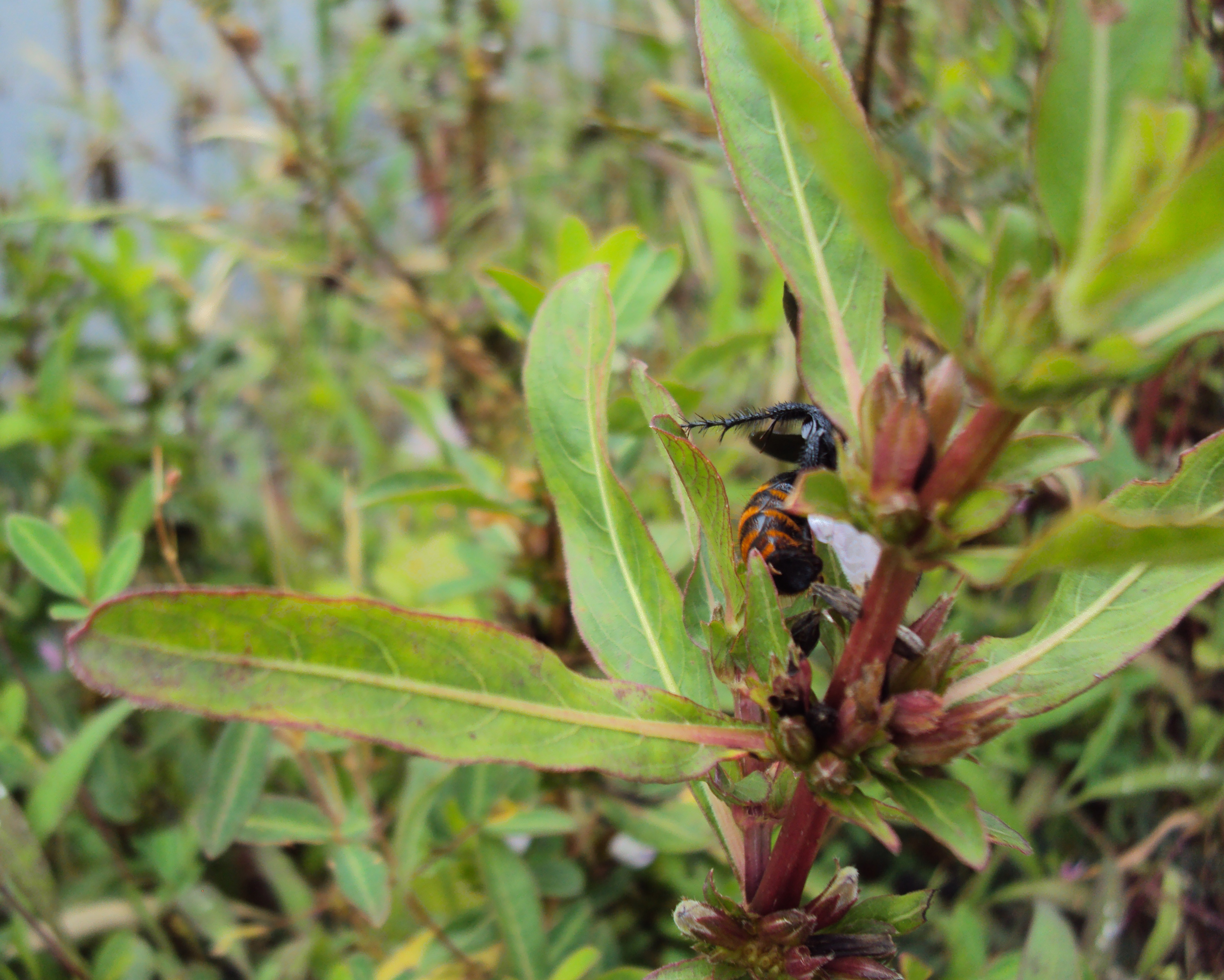
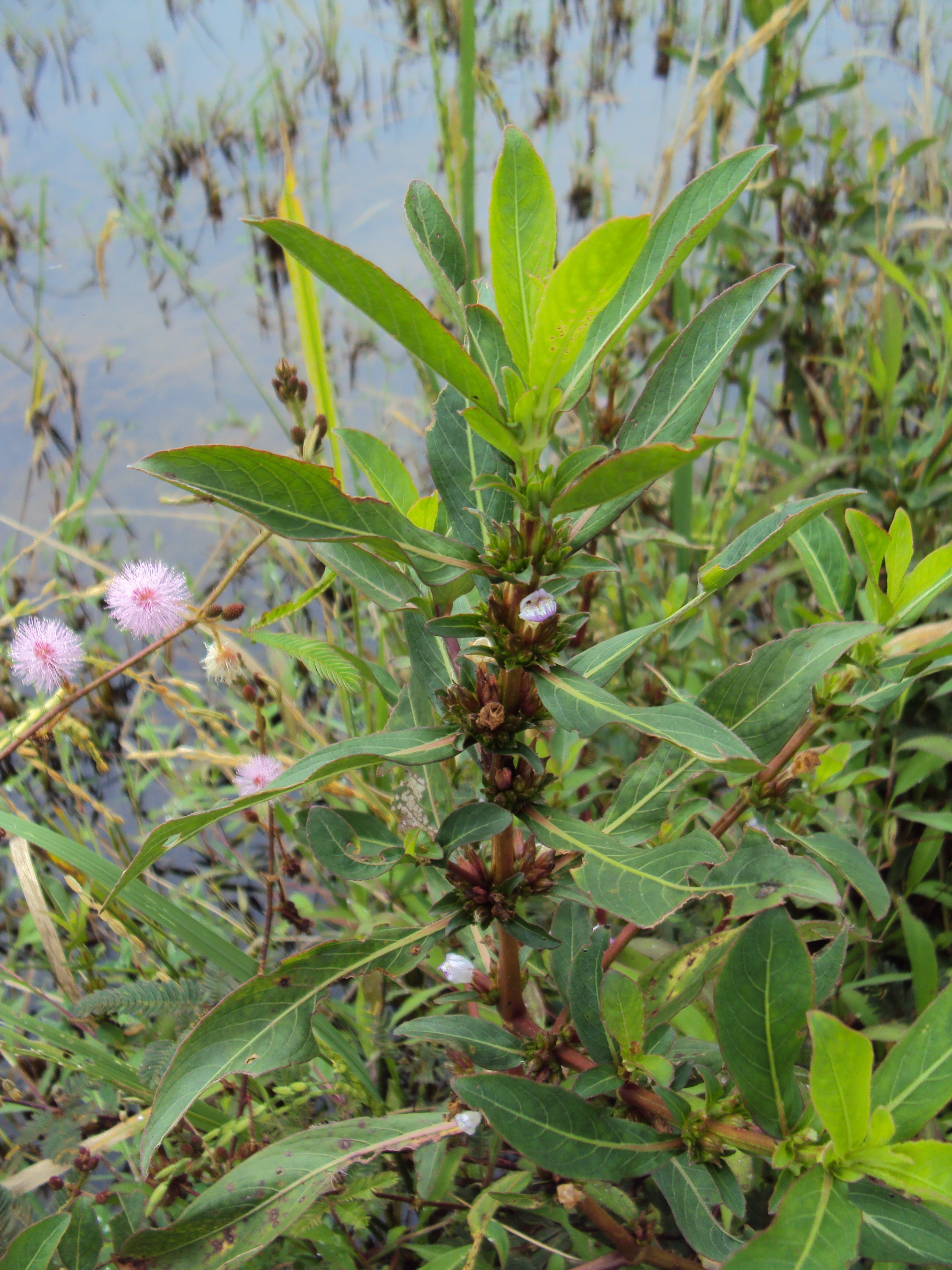
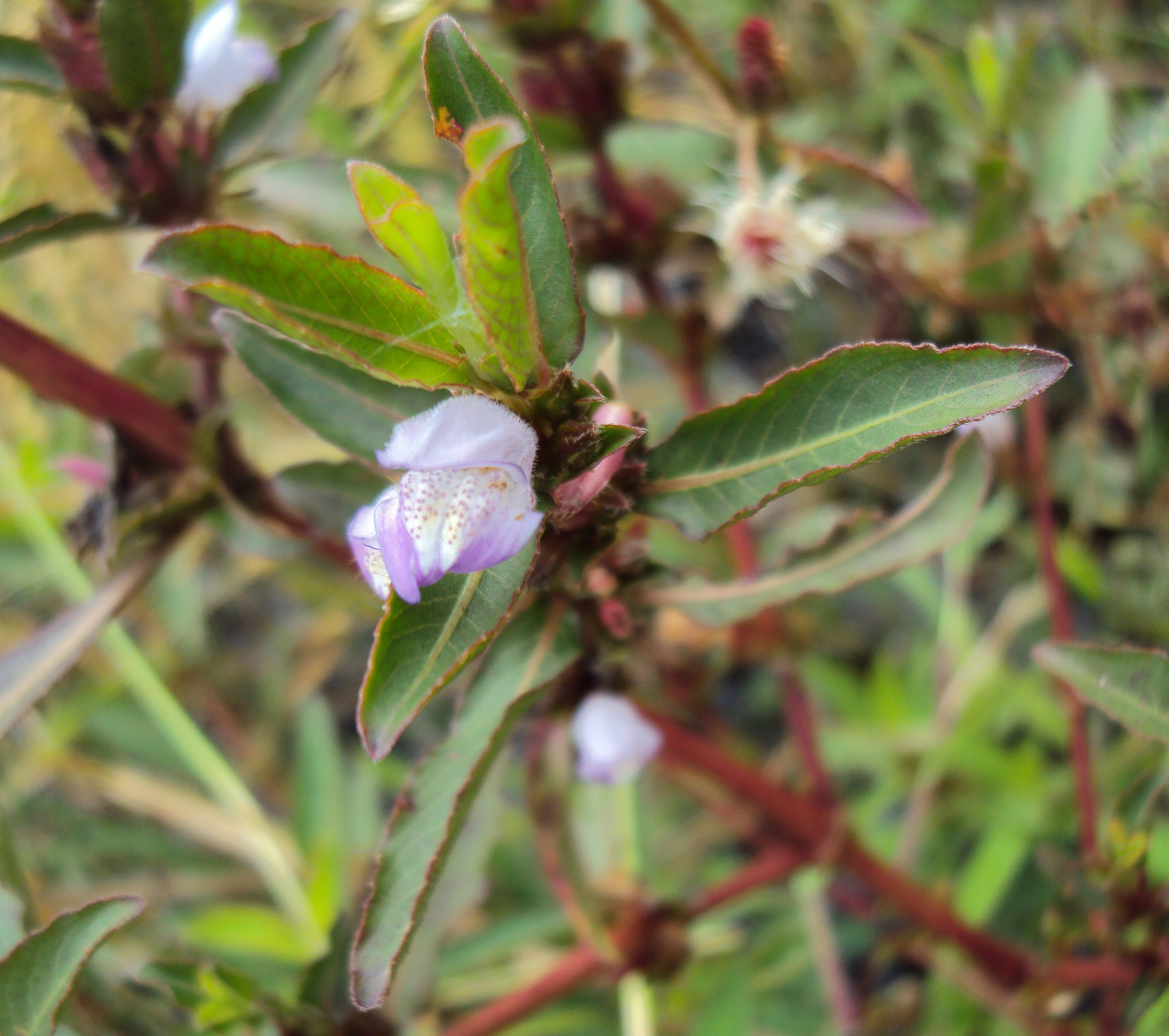
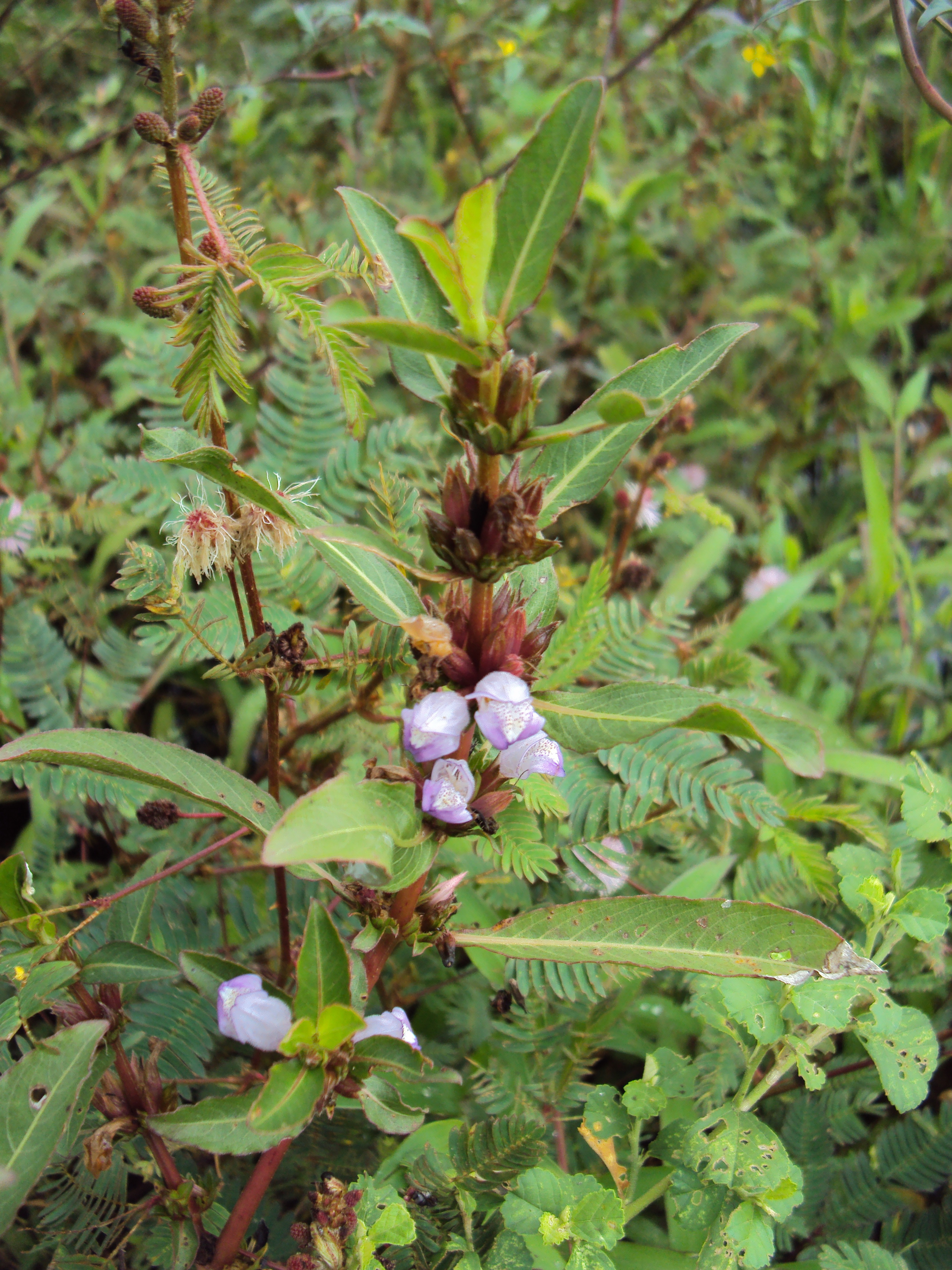
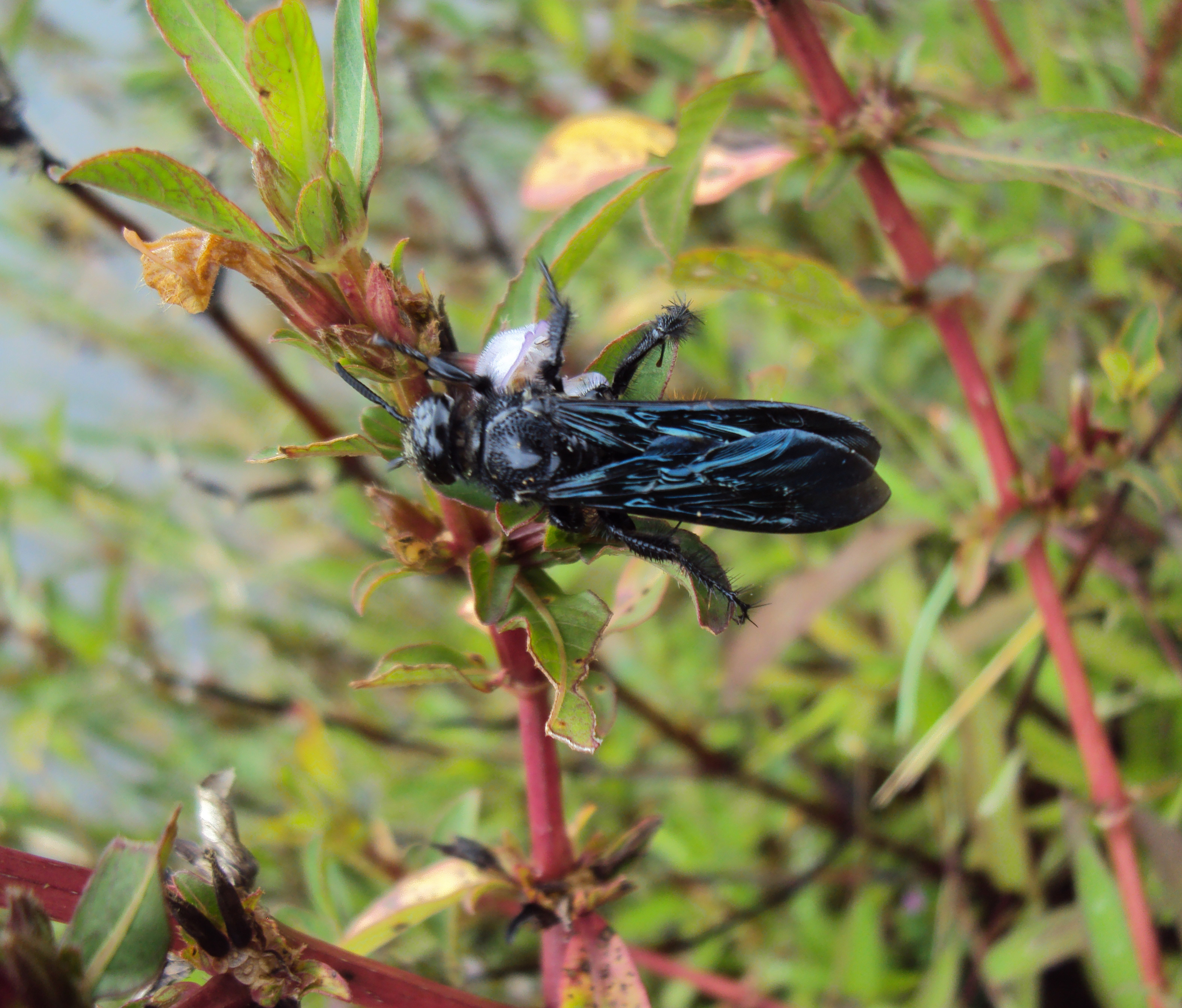
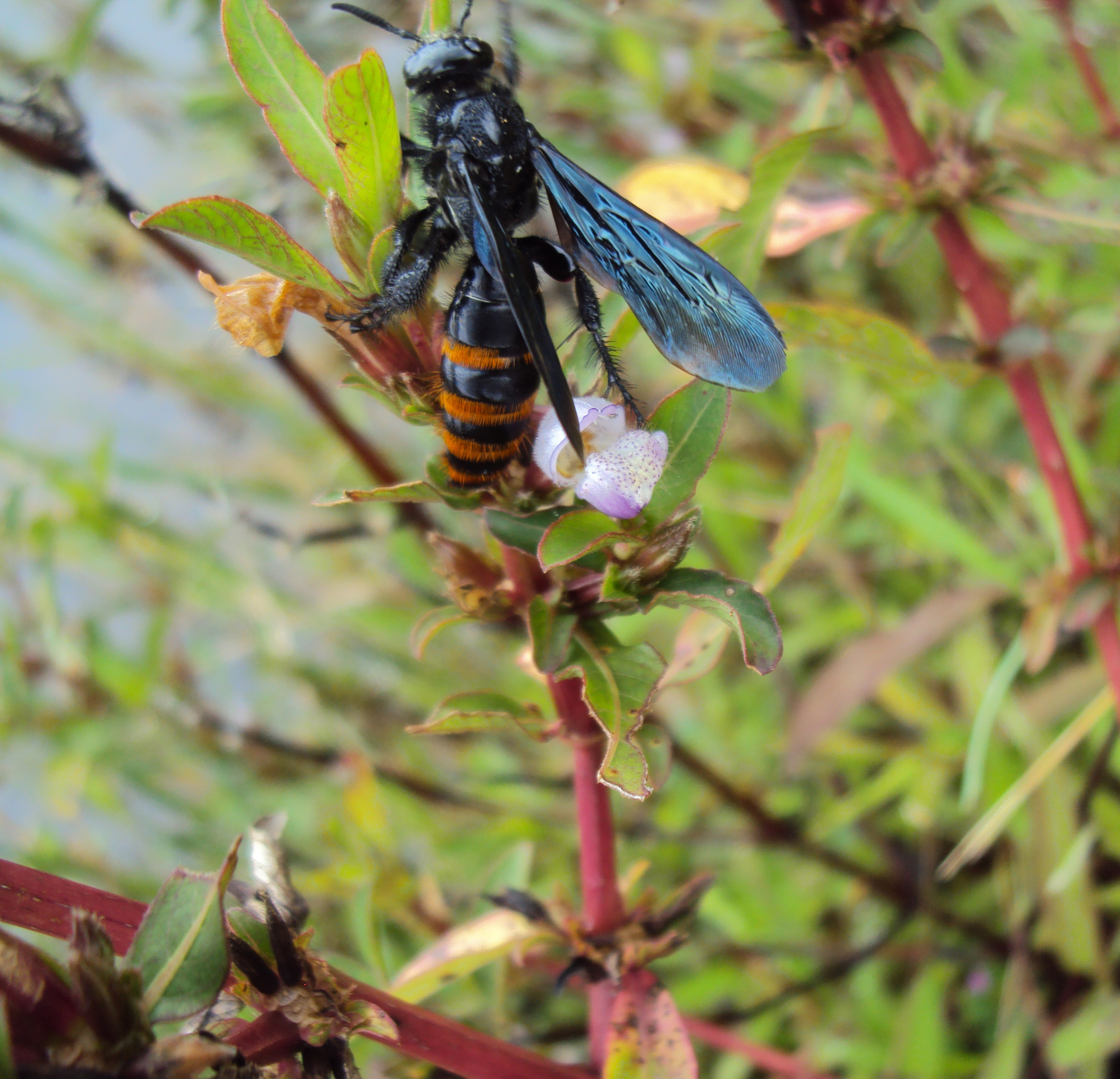